# Курило Петро
Курило Петро (*8 липня 1920, Куликів) — український письменник.

## З біографії
Народився 8 липня 1920 року в місті Куликів Несторівського району на Західній Україні. Закінчив духовну семінарію у Львові (1933–1939). Навчався у Львівському ветеринарному інституті (1942-1944), потім у Лейпцизькому і Ганноверському університетах. У 1947 році отримав ступінь доктора медичних наук. У 1952 році відкрив приватну практику в Смокі Лейк (Алта), потім у Ту Гіпс (1966-1969). Пізніше працював у Саскачевані на м'ясокомбінаті.